# Aizuwakamatsu
Aizuwakamatsu (Japans: 会津若松市, Aizuwakamatsu-shi) is een stad in de prefectuur Fukushima op het eiland Honshu, Japan. Deze stad heeft een oppervlakte van 383,03 km² en telt begin 2008 bijna 129.000 inwoners. Al sinds de 16e eeuw worden in deze regio vernis en typisch Japanse geverniste producten gemaakt.
In deze stad ligt de Universiteit van Aizu (会津大学, Aizu Daigaku) die zich volledig richt op computerwetenschappen (hardware én software).

## Geschiedenis
Aan het einde van de Boshin-oorlog waren het leger van de daimyo van Aizu een van de laatsten die zich overgaf aan het officiële regeringsleger.
Aizuwakamatsu werd een stad (shi) op 1 april 1899.
Op 1 november 2004 werd het dorp Kitaaizu aan Aizuwakamatsu toegevoegd.

Op 1 november 2005 werd de gemeente Kawahigashi aan Aizuwakamatsu toegevoegd.

## Bezienswaardigheden

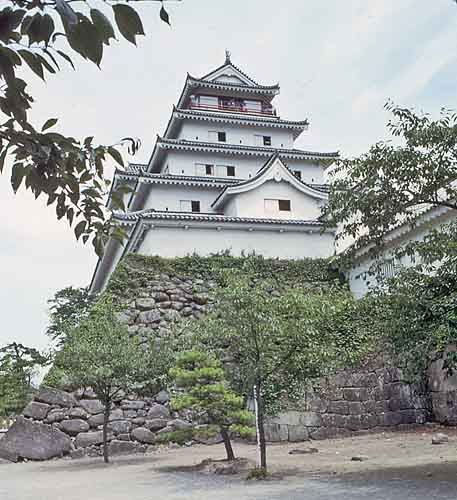
Kasteel Tsuruga (herbouwd)

- Het kasteel Tsuruga (鶴ヶ城, Tsuruga-jō) uit 1384 van de heren van Aizu was een van de sterkste vestingen in noordoost Japan. Gedurende ruim 600 jaar was deze burcht het hart van de stad. Na de verwoesting in 1874 gedurende de Boshin-oorlog, werd het kasteel in 1965 als museum herbouwd.
- De hortus botanicus met meer dan 200 geneeskrachtige kruiden.
- De reproductie van een samoerai-huis met 38 kamers uit de feodale periode.
- Op de heuvel Iimoriyama liggen de graven van het Witte tijgerkorps (Byakottai) die sepukku pleegden toen zij dachten dat het kasteel Tsuruga gevallen was. Daar staat onder andere ook een marmeren zuil uit Pompeii, een geschenk van Mussolini uit 1928.

## Verkeer
Aizuwakamatsu ligt aan de westelijke Banetsu-lijn en aan de Tadami-lijn van de East Japan Railway Company en aan de Aizu-lijn, de enige lijn van de Aizu Spoorwegmaatschappij (会津鉄道株式会社, Aizu Tetsudō Kabushiki-gaisha).
Aizuwakamatsu ligt aan de Banetsu-autosnelweg en aan de autowegen 49, 118, 121, 252, 294 en 401.

## Geboren in
- Hiroshi Sasagawa (笹川ひろし, Sasagawa Hiroshi), producent van enkele manga- en anime-series.
- Soko Yamaga (山鹿素行, Yamaga Sokō), filosoof en strateeg uit de 17e eeuw.
- Atsushi Sato (佐藤敦之, Satō Atsushi), atleet (langeafstandsloper)

## Stedenbanden
Aizuwakamatsu heeft een stedenband met:
- Jingzhou (China), sinds 15 juni 1991
- Saipan (Noordelijke Marianen), sinds 22 september 2006
- Yokosuka (Japan), sinds 17 april 2005

## Aangrenzende steden
- Koriyama
- Kitakata